# Olivbrauner Erlen-Milchling
Der Olivbraune Erlen-Milchling oder Erlenbruch-Milchling (Lactarius obscuratus) ist eine Pilzart aus der Familie der Täublingsverwandten (Russulaceae). Es ist ein kleiner Milchling mit einem glatten bis runzeligen Hut, der gelblich bis orange- oder zimtbraun gefärbt ist und mitunter auch olivgrün getönt sein kann. Der Milchling ist ein Erlenbegleiter, der auf feuchten Böden häufig in großen Scharen auftritt. Die Fruchtkörper erscheinen von Juli bis Anfang November.

## Merkmale

### Makroskopische Merkmale
Der Hut ist 1–3 cm breit, ganz jung schwach gewölbt, bald abgeflacht und in der Mitte niedergedrückt mit einem kleinen, stumpfen, dunkler gefärbten Buckel. Die Huthaut ist mehr oder weniger glatt und matt und fühlt sich feucht etwas fettig an. Er ist orangeocker bis orangebraun gefärbt, wobei die Mitte meist etwas dunkler getönt ist und oft einen Olivstich hat. Der Rand ist durchscheinend gerieft und glatt bis schwach wellig.
Die bogigen, jung weißlichen und später schmutzig ockerorangen Lamellen sind breit am Stiel angewachsen oder laufen etwas daran herab. Sie sind nicht oder nur wenig gegabelt und ihre Lamellenschneiden sind glatt.
Der zylindrische und im Alter hohle Stiel ist 1–3 cm lang und 3–5 cm breit. Die Oberfläche ist glatt, jung hellocker, später rötlich-braun.
Das Fleisch ist cremefarben bis bräunlich und riecht schwach obstartig. Der Geschmack ist mild, aber eher unangenehm und oft etwas zusammenziehend. Die weiße bis wässrig-weiße Milch ist zuerst unveränderlich, färbt sich aber nach einigen Minuten auf einem weißen Taschentuch gelblich.

### Mikroskopische Merkmale
Die fast rundlichen bis elliptischen Sporen sind durchschnittlich 7,1–8,1 µm lang und 5,7–6,3 µm breit. Der Q-Wert (Quotient aus Sporenlänge und -breite) ist 1,1–1,3. Das Sporenornament ist zwischen 0,8 und 1,3 µm hoch (–1,5) und besteht aus gratig verlängerten Warzen und kurzen Rippen die durch feinere Linien zu einem unvollständigen mehr oder weniger unregelmäßigen Netz verbunden sind. Der Hilarfleck ist meist inamyloid.
Die zylindrisch bis keuligen eins- bis viersporigen Basidien sind keulig und messen 30–50 × 8–12 µm. Die Pleuromakrozystiden sind selten bis ziemlich zahlreich und messen (35–) 40–120 × 5,5–12 µm. Sie sind mehr oder weniger zylindrisch bis schmal spindelig und am oberen Ende spitz. Die Lamellenschneiden sind meist steril und tragen wenige bis sehr zahlreiche Cheilomakrozystiden, die 20–45 µm lang und 5–8 (–10) µm breit sind. Sie sind spindelig bis flaschenförmig und oben spitz.
Die Huthaut (Pileipellis) ist ein an 50–90 µm dickes Epithelium, das aus rundlichen oder mehr oder weniger isodiametrischen und 10–25 µm breiten Zellen besteht. Vereinzelt stehen zystidenartige, kopfige, Hyphenendzellen hervor, die 15–20 µm lang und 4–6 µm breit sind.

## Artabgrenzung
Der Olivfarbenen Erlen-Milchling ist im Feld nur schwer vom nah verwandten Großsporigen Erlen-Milchling (Lactarius cyathuliformis Bon) und dem ebenfalls nah verwandten Moos-Milchling (Lactarius omphaliformis (Lasch) Fr.) zu unterscheiden, da der Hut sehr variabel gefärbt sein kann. So gibt es Sippen mit rotbraunen und solche mit graubraunen oder olivgetönten Hüten. Am ehesten sind die beiden Arten aufgrund ihrer Sporenform und -größe zu unterscheiden. Lactarius cyathuliformis soll nach Heilmann-Clausen mehr olivgetöne Hüte und größere Sporen und laut Bon einen ziemlich kurzen Stiel haben. Insgesamt wirken die Fruchtkörper kräftiger als beim Olivfarbenen Erlen-Milchling. Der kleine Moos-Milchling lässt sich am ehesten anhand der blassen und lebhaften Hutfarbe und der bald rissig aufreißenden Huthaut erkennen. Seine Sporen sind mittelgroß.

## Ökologie
Der Olivbraune Erlen-Milchling ist ein Mykorrhizapilz, der ausschließlich mit Erlen eine symbiotische Beziehung eingeht. Man findet den Milchling daher in Hain-Sternmieren- und Eschen-Schwarzerlen-Auwäldern, in Erlenbrüchen und in Grauerlenwäldern. Zusammen mit Erlen wächst er aber auch in Weich- und Hartholzauen und in (Sternmieren)-Hainbuchen-Eichenwäldern. In feuchten Senken und an Bachrändern kann man den Milchling auch oft mitten in Buchen-, Buchen-Tannen- und Tannen-Fichtenwäldern finden. Der Pilz mag feuchte bis wechselnasse, abflussträge, tonige, basen- und nährstoffreiche Böden, die zumindest periodisch sauerstofffrei sind. Er kommt auf verschlammten Aue- und tiefgründigen Gleyböden vor. In den Westalpen (Hoch-Savoien) steigt die Art zusammen mit Grünerlen bis 1400 m NN auf. Die Fruchtkörper wachsen meist truppweise und erscheinen von Mitte Juli bis Anfang November, gelegentlich auch schon früher.

## Verbreitung

Verbreitung des Olivbraunen Erlen-Milchling in Europa. Grün eingefärbt sind Länder, in denen der Milchling nachgewiesen wurde. Grau dargestellt sind Länder ohne Quellen oder Länder außerhalb Europas.

Der Milchling ist eine holarktische verbreitete Art, die in Nordamerika (USA, Kanada, Mexiko), in Nordasien (Kamtschatka), auf Grönland und in Europa vorkommt. In Europa ist er nur mäßig verbreitet bis ziemlich selten, kommt aber vermutlich im gesamten Verbreitungsgebiet der Erle vor. Im Süden ist die Art von Spanien über Italien bis nach Slowenien und im Westen von Frankreich über die Beneluxstaaten bis nach Irland und Großbritannien verbreitet. In Großbritannien erstreckt sich das Verbreitungsgebiet im Norden bis zu den Hebriden. Der Milchling wurde in ganz Mitteleuropa, in Fennoskandinavien und im benachbarten Nordrussland nachgewiesen.
In Deutschland kommt die Art zerstreut bis selten vor und in der Schweiz ist der Milchling verbreitet aber nicht häufig.

## Systematik
Die Art wurde erstmals 1828 durch Wilhelm Lasch als Agaricus obscuratus beschrieben. 1838 stellt Elias Magnus Fries die Art in die Gattung Lactarius, sodass der Milchling seinen heute gültigen Namen erhielt. Die Art hat mehrere taxonomische Synonyme, unter anderem wurde es von Fries 1874 als Lactarius obnubilus beschrieben. 1891 stellte Otto Kuntze den Milchling in als Lactifluus obnubilus in seine neu geschaffene Gattung Lactifluus. Als taxonomische Synonyme gelten heute Lactarius radiatus J.E. Lange  (1940), der 1974 von Romagnesi zu Varietät Lactarius obscuratus var. radiatus heruntergestuft wurde. Auch Lactarius tabidus f. obscurior A. Blytt (1905) wird heute als synonym angesehen. Lactarius obscuratus im Sinne von Moser (1983) und Korhonen (1984) ist nach Auffassung von Heilmann-Clausen synonym zu Lactarius cyathuliformis Bon.

### Infragenerische Systematik
M. Bon stellt den Milchling in die Sektion Obscurati. Bei den Vertretern der Sektion handelt es sich um kleine Milchlinge mit ein bis drei Zentimeter breiten Hüten, die einen deutlich gerieften Rand haben. Der Geruch ist unauffällig. Die Milch ist spärlich oder trocknet rasch ein und ihre Sporen sind deutlich länger als breit. Bei Basso steht er in der Untergattung und Sektion Rhysocybella.

### Varietäten
- Lactarius obscuratus var. radiatus (J.E. Lange) Romagnesi 1974.

Der Hut ist ohne olivfarbene Töne. Die Hutmitte ist rötlich-ocker bis rötlich-braun, der Rand ist blasser und schon jung deutlich radial gerieft. Der Milchling wächst an subalpinen Standorten unter Grünerlen
- Lactarius obscuratus var. subalpinus Basso 1999.

Der rötlich-ockerfarbene bis rötlich-braune Hut ist 2,3–5 cm breit und ohne olivbraune Töne. Der Rand ist deutlich und lang gerieft, die Lamellen und der Stiel sind rötlich-ocker, die Milch mehr oder weniger unveränderlich. Mitunter kann sie sich auf einem weißen Papier langsam gelblich verfärben. Auch diese Varietät wächst an subalpinen Standorten unter Grünerlen.

## Bedeutung
Der Olivbraune Erlen-Milchling ist kein Speisepilz.